# Kampaku
Kampaku (関白) var från 800-talet och framåt en titel för Japans riksföreståndare (trots att kejsaren fortfarande hade den formella, men högst symboliska, politiska makten). Titeln skapades 880 och var länge exklusiv för huset Fujiwara. Ursprungligen var kampaku kejsarens rådgivare och den ende som kunde förmedla kejsarens beröring till övriga hovtjänstemän. Toyotomi Hideyoshi omdefinierade titeln 1585 till att motsvara shogun, eftersom han på grund av sin härkomst inte kunde göra anspråk på shogunatet. På detta sätt användes ämbetet från cirka 1585 fram till 1598.